# Muricella paraplectana
Muricella paraplectana är en korallart som beskrevs av Manfred Grasshoff 1999. Muricella paraplectana ingår i släktet Muricella och familjen Acanthogorgiidae. Inga underarter finns listade i Catalogue of Life.